# 極樂女子宿舍
《極樂女子宿舍》（日語：ゴクジョッ。〜極楽院女子高寮物語〜，Gokujyo）是宮崎摩耶的日本漫畫系列。單行本全10冊。於2012年1月至3月在日本播出了電視動畫，本作品描述了女子宿舍生活。
本作品的主人公赤羽亚矢的性格有一半来源于作者。

## 反响
GetNews编辑评论说，漫画充满了色情描写，但比起色情，觉得有趣的想法更强烈。